# دوبلینی‌ها
دوبلینی‌ها (به انگلیسی: Dubliners) مجموعه داستان‌های کوتاه از جیمز جویس است که در ۱۹۱۴ میلادی منتشر شد.
این مجموعه ۱۵ داستان کوتاه را در بر می‌گیرد و در آن به مسایلی نظیر: تاریخ ایرلند. انسانها، مرگ، عشق، زندگی، ترس و... می‌پردازد. این داستان از اوج تحرکات ملی‌گرایانه ایرلند نوشته شده است و در آن به طبقهٔ متوسط و پایین جامعهٔ ایرلندی در اوایل قرن بیستم می‌پردازد. بیشتر شخصیت‌های داستان‌های این مجموعه دوباره در کتاب اولیس فرا خوانده می‌شوند. داستان از نثر بسیار قدرتمندی برخوردار است و جزو شاهکارهای ادبی محسوب می‌شود.
مجموعه داستان یک سیر ادبی را از ابتدا تا انتها در بر می‌گیرد که با داستان بلند مردگان ختم می‌شود.
اسامی داستان‌های کوتاه در زیر می‌آید:
- خواهرها: کشیش فلین می‌میرد و پسر جوان که همراه با خانواده‌اش برای مراسم ختم او آمده‌اند یاد خاطرات و کارهای کشیش می‌افتد...
- برخورد: یک بچه از مدرسه بیرون می‌ رود...
- عربی: پسری عاشق دختری در محله‌شان می‌شود، او به بازار عربی می‌رود تا برای دختر هدیه‌ای بخرد...
- اولین: دختری خانواده‌اش را ترک می‌کند تا همراه با ملوانی برود...
- همتایان:
- پس از مسابقه: مردی با دوست و هم مدرسه‌ای قدیمی خود روبرو می‌شود...
- دو زن‌نواز: دو مرد زنی را دنبال می‌کنند تا با او طرح دوستی بریزند...
- ابری کوچک: مردی همراه با دوست قدیمی‌اش مشغول خوردن ناهار است و به یاد آرزوهایی که داشته بود..
- یک روز در ستاد انتخابات: کارکنان یک ستاد انتخاباتی دور هم جمع شده‌اند و از پارنل از رهبران مبارزات ایرلند یاد می‌کنند...
- گل
- پانسیون
- یک حادثهٔ دردناک
- مردگان

این کتاب در ایران توسط افراد بسیاری ترجمه شد که مشهورترین ترجمه آن متعلق به محمد علی صفریان، صالح حسینی و پرویز داریوش است.